# Cave City (Kentucky)
Cave City è un comune degli Stati Uniti d'America, situato nello Stato del Kentucky, nella Contea di Barren.